# Consejo del Distrito Autónomo de Chakma
El Consejo del Distrito Autónomo de Chakma es un consejo autónomo para el pueblo Chakma que vive en la parte suroccidental del estado de Mizoram, India. Cubre la subdivisión Tuichawng (Chawngte) del distrito de Lawngtlai. Su sede está en Kamalanagar.
El Consejo del Distrito Autónomo de Chakma se formó en virtud del Sexto Programa de la Constitución de la India el 29 de abril de 1972. El Consejo es la réplica de la asamblea estatal y ejerce el poder ejecutivo sobre departamentos especialmente asignados. Es uno de los tres Consejos de Distrito Autónomo del estado de Mizoram en el noreste de la India. Es un consejo autónomo para el pueblo étnico Chakma que vive en el suroeste de Mizoram, en la frontera con Bangladés y Myanmar. También hay una creciente demanda del territorio de la unión "Chakmaland".

## Geografía

Divisiones autónomas del noreste

La superficie del Consejo del Distrito Autónomo de Chakma es de 686,25 km²[3]. La sede del Consejo del Distrito Autónomo de Chakma es Kamalanagar, que significa la tierra anaranjada en lengua chakma. También se conoce como Chawngte-C. Se divide en Kamalanagar -1,2,3 y 4. Solo hay un colegio en el CADC llamado Colegio de Kamalanagar ubicado en Kamalanagar-2 (Randokpur). Kamalanagar se encuentra en la parte noreste del CADC y en la orilla del río Tuichawng. Al este de la ciudad de Kamalanagar, es decir, en la otra orilla de Toizong (Tuichawng), se encuentran dos aldeas Mizo conocidas como Chawngte P y Chawngte L. La orilla oriental de Toizong está dividida por el riachuelo, Chawngte L (Ponsury, como lo llaman los chakmas), la orilla norte que pertenece al distrito general de Lunglei y la orilla sur, Chawngte P, que pertenece al Consejo del distrito autónomo de Lai.